# Marta Głuchowska
Marta Głuchowska (ur. 25 października 1979) – polska łyżwiarka figurowa, mistrzyni i reprezentantka Polski.

## Kariera sportowa
Była zawodniczką Marymontu Warszawa. W 1994 została mistrzynią Polski w konkurencji par sportowych (z Mariuszem Siudkiem). Z tym samym partnerem wystąpiła w 1994 na mistrzostwach świata, zajmując 22. miejsce i mistrzostwach Europy, zajmując 12. miejsce. Po zakończeniu kariery sportowej zaczęła pracę jako trener i sędzia łyżwiarski.

## Osiągnięcia

### Z Mariuszem Siudkiem
| Zawody                    | 93–94          |                |                |                |                |                |                |                |                |                |                |                |                |                |                |                |                |
| Międzynarodowe            | Międzynarodowe | Międzynarodowe | Międzynarodowe | Międzynarodowe | Międzynarodowe | Międzynarodowe | Międzynarodowe | Międzynarodowe | Międzynarodowe | Międzynarodowe | Międzynarodowe | Międzynarodowe | Międzynarodowe | Międzynarodowe | Międzynarodowe | Międzynarodowe | Międzynarodowe |
| ------------------------- | -------------- | -------------- | -------------- | -------------- | -------------- | -------------- | -------------- | -------------- | -------------- | -------------- | -------------- | -------------- | -------------- | -------------- | -------------- | -------------- | -------------- |
| Mistrzostwa świata        | 22             |                |                |                |                |                |                |                |                |                |                |                |                |                |                |                |                |
| Mistrzostwa Europy        | 12             |                |                |                |                |                |                |                |                |                |                |                |                |                |                |                |                |
| Grand Prix de St. Gervais | 10             |                |                |                |                |                |                |                |                |                |                |                |                |                |                |                |                |
| Krajowe                   |                |                |                |                |                |                |                |                |                |                |                |                |                |                |                |                |                |
| Mistrzostwa Polski        | 1              |                |                |                |                |                |                |                |                |                |                |                |                |                |                |                |                |